# 上海市行知中学
31°25′N 121°30′E / 31.41°N 121.5°E
上海市行知中学，前身是教育家陶行知于1939年在重庆创办的育才学校，学校地理位置毗邻上海吴淞口国际邮轮港。

## 校史

### 中华民国时期（1939—1949）
前身是民国28年（1939年）3月初由教育家陶行知创办的乡村建设育才学院专修科，学校取校名为育才学校，原址位于中华民国陪都重庆市郊北温泉。
陶行知创办育才学校的计划，得到了当时正在北温泉休养的吴玉章的支持。育才学校成立了筹备处，由生活教育社社友王洞若协助陶行知制订办校计划；委派马侣贤负责筹募经费和租借校舍；请陆维特组织选拔测验组，分赴各儿童保育院、孤儿院等难童机构，择优选拔十五省流亡到后方的难童入学。招生对象还包括共产党烈士后代和学校附近的农家子弟。7月20日育才学校第一批学生共71人（当日到校的学生有40余人）借北温泉小学举行了开学典礼，陶行知亲自担任首任校长。8月初学校迁至合川县草街子古圣寺上课。后于1946年初迁至红岩村。学校的创办得到了以周恩来为首的中共中央南方局的重视和支持。陶行知、卢子英（北碚实验区区长）又分别邀请冯玉祥、邵力子、邹韬奋、吴玉章等知名人士专程来校演讲，迅速扩大了学校的知名度。周恩来曾亲自到育才看望全校师生，并题词“一代胜似一代”。中华民国国民政府领导人蒋介石、陈诚亦于1943年参观过实际上是由共产党操办的育才学校，并给予了正面评价。当时国民政府统治下的报刊《妇女新运通讯》和《现代妇女》正面报导了该学校。
育才学校的教学与一般的学校不一样，同时注意基础教育和专业教育并重，基础教育按不同年级，学习语文、数学、物理、化学、历史、地理、英语、哲学常识、音乐、体育等文化必修课（基础课）。专业教育是按照学生的特长进行专业编组，设立音乐组、戏剧组、文学组、绘画组和社会科学组，后来增设了自然科学组、舞蹈组与普通组。
音乐组的组长是贺绿汀、范继森，另有著名音乐家任光、任虹、马思聪、夏之秋等人执教；戏剧组的组长是章泯、钱风，剧作家舒强、水华等人先后执教；文学组的组长是魏东明、大诗人艾青，艾青还利用自己的社会关系，常常请来当时在重庆的文学名家来校讲学。如郭沫若讲形势、讲历史剧，茅盾讲小说，夏衍讲戏剧，史东山讲电影，冯雪峰讲鲁迅，聂绀弩讲杂文，邵荃麟、胡风、叶以群讲文艺理论，曹靖华讲苏联文学，袁水柏讲讽刺诗，沙梅讲川戏等。绘画组组长陈烟桥、刘铁华，陈烟桥是鲁迅的学生，画家张望、汪刃锋、丰子恺、华君武、王琦、许士骐、梅健鹰等都在学校任教。舞蹈组的组长是戴爱莲，老师吴晓邦、盛婕等都是著名的舞蹈教育家。社会科学组的组长是孙铭勋；自然科学组的组长是曲仲湘。
同时，当时在重庆的许多名流作家，如翦伯赞、何其芳、田汉、吴玉章、邓初民、周谷城、秦邦宪、萨空了、徐迟、姚雪垠、黎国荃、陆诒、阳翰笙等在学校兼课或讲学。
此外，学校还开设“林间讲座”，邀请郭沫若、夏衍、曹靖华、刘白羽、周而复、邵荃麟、艾芜、戈宝权、沙汀、程今吾等发表演讲。 
育才学校要求老师“要为整个民族利益来造就人才，要引导学生们团结起来做追求真理的小学生，团结起来做自觉觉人的小先生，团结起来做手脑双挥的小工人，团结起来做反抗侵略的小战士”，与当时重庆另外一所贵族学校，即现在的“重庆南开中学”不同，陶行知校长指出育才学校不是培养“人上人”，而是培养“人中人”，孩子们都从老百姓中来，还要回到老百姓中去影响教育更多的老百姓，成为人民认知进步的力量。
抗日战争胜利后，1946年4月11日，陶行知为筹备育才迁校和筹办上海社会大学，由重庆飞南京。4月中旬去南京梅园新村看望周恩来，谈及对育才学校迁沪的设想。4月18日抵上海。1946年7月25日，由于劳累过度，陶行知因突患脑溢血病逝于上海。育才学校搬迁计划未能在其生前启动。到1946年7月陶行知逝世前学校共招收学生410人。

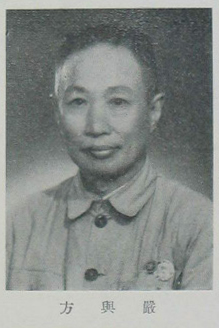
育才学校迁沪实际执行人

陶行知逝世后，育才学校副校长马侣贤经校董事会一致推选，继任育才学校校长。同年8月育才学校教务主任方与严赴上海接手育才学校迁校事宜。学校在上海四川北路843号设立育才学校上海办事处。
上海商界人士赵竹林先生因素慕陶行知办学热忱作育英才，将位于大场镇余庆桥自置的花园连同房屋9间及所种花树、农作物（所以又称之为赵氏花园）于1947年4月无偿赠与育才学校作为校舍所用。
1947年1月至7月，育才学校各专业组分三批迁往上海，办学地点分为三处，校本部和音乐、戏剧两组在四川北路1859弄几座欧式的洋房里，即今天的多伦路文化街旁边。文学和社会科学组在郊区大场镇余庆桥。而绘画组单独设在塘沽路一所日式的楼房内。
1947年5月马侣贤离开重庆，把重庆的校务交由郭平负责。育才学校已迁沪的师生在马侣贤的带领下，继承了陶行知的遗志，在上海继续办学。
与此同时，位于重庆的育才学校（分部）并未停办，相继由郭平和孙铭勋主任主持学校工作，以育才学校的校名在重庆继续办学。

### 中华人民共和国初期
1949年中华人民共和国成立，位于上海的育才学校即改为公办。由上海市教育局局长戴伯韬直接指导育才学校的发展，由市教育局划拨教师工资、办公经费、人民奖学金等。1950年上海市人民政府将位于塘沽路306号原“少年村”校舍划拨给育才学校，艺术类所属各组迁入。1950年夏，位于上海的育才学校第一次向社会公开招生，艺术类学生在上海市虹口区塘沽路306号上课，文学和社会科学组两组在宝山区大场本部上课。
1950年春位于重庆红岩村的育才学校（分部）迁到九龙坡区谢家湾92号，并更名为重庆育才学校，正式独立办学，由孙铭勋担任校长。
1951年9月育才学校更名为上海市行知艺术学校，下辖艺术部和普通部（在文学和社会科学组两组基础上建立）。后来，大场的普通部改为中学部，按全日制中学课程设置上课。
1952年，上海市行知艺术学校增设师范部，校址在万航渡路435号（原梵皇路435号）。
1953年，上海市行知艺术学校撤销，更名“上海市艺术师范学校”，设音乐舞蹈、美术等专业。为上海最早单独设置艺术专业的公立师范学校。1955年停办。
1953年，为永久纪念陶行知先生，宝山区大场的中学部更名为上海市行知中学。并逐步发展成为全日制完全中学。马侣贤继续担任上海市行知中学校长。
1966年开始的文化大革命十年动乱中，学校遭到巨大冲击，校史资料付之一炬，教学设备大量遭受破坏，几近半数教职工被批斗，学校先后三次被更名为“东方红”中学、“大场”中学、“风庆”中学。
1978年，上海市行知中学被上海市教育局批准为全市26所上海市重点中学之一。

### 改革开放时期
1985年底学校决定扩大高中办学规模，停止初中招生，逐步建成以住宿生为主的高级中学。
1993年8月，行知中学自大场余庆桥东迁至宝山区宝林九村宝林支路1号（现更名为子青路99号）。新校舍总投资近3000万元，其中宝钢集团出资1700多万元。学校占地5.53公顷，划分为教学、校办企业、住宿服务中心3个区域。总建筑面积1.8万平方米，有教室18个，理化实验室各3个，生物、电脑、语音室各2个。各教室备有电视机、录像机、录音机及投影教学仪器。另有八角形286个座位的阶梯教室1个，图书馆，师生食堂，室内体育馆，400米塑胶跑道的田径运动场及校外的6层楼住宿服务中心和行知实业公司。
1996年7月，学校东迁宝林支路1号新校址后入学的第一届学生参加高考，盛晓华以542分的成绩成为当年度上海理科状元。
20世纪末，学校将陶行知教育思想与素质教育实践相结合，以“真人教育”的育人模式，发展了陶行知教育思想。之后，学校探索了课堂教学的“四动策略”、“新行知高效课堂”等教学形态。
2001年3月，学校顺利通过了上海市创建实验性示范性高中规划初评，同时被市教委确定为面向全国招生的重点学校。
2004年，在学校主要领导的努力和宝山区教育局支持下，行知中学大规模改扩建工程正式批准立项。宝山区政府出资1.2亿元，宝钢集团无偿划拨55亩土地，用于兴建2幢学生宿舍楼，学校餐饮中心及学生室外运动中心，并翻建学校新教学大楼、图书馆及报告厅。
2005年，学校被上海市教委列为首批28所上海市实验性示范性高中之一。
2006年，由宝山区教育局副局长张步华担任校长，大规模改扩建工程启动。 2008年，改扩建工程全部完工。
田径是学校的传统体育类目。2000年学校被上海市体育局和体教委首批命名试办二线运动队学校，2003年被批准为田径二线运动队学校。作为老牌的田径传统学校，学校被选为北京2008奥林匹克教育示范学校。
在2009年，学校与大学建立了合作发展的共同体。它与上海其他24所重点高中一起，组成了与国家“211工程”重点大学——上海大学的自主招生选拔联盟。这一合作旨在实现高中教育和大学教育的衔接，为学生提供了发展新途径。
2010年后的信息化时代，以“互联网+教育”为导向，学校首次进行了常态化录播、微课间、智能学习空间、云书院等信息化技术与课程改革深度融合的尝试。
在2015年，学校创办了上海行知工业版画研究院，沿袭了育才学校版画传统教学。

## 校园文化

### 校徽释义
三环校徽：1939年由陶行知构思、学校绘画组主任陈烟桥设计出育才学校第一代校徽，校徽呈三角形外形，外框蓝色三角形，内部是三个红色的圆环相扣在一起，三环上是育才二字。
第一个圆圈代表全校一体，第二个圆圈代表世界一体，第三个圆圈代表古往今来一体。
这三个圆圈校徽的意义还可以表示：
（一）民族、民权、民生；（二）智、仁、勇；（三）真、善、美；（四）工学团；（五）教学做合一；（六）自然、劳动、社会；（七）头脑、双手、机器；（八）迎接困难、分析困难、解决困难；（九）认识社会、适应社会、改造社会；（十）检讨过去、把握现实、创造未来；（十一）肯定、否定、否定之否定
注释：（五）教学做合一 ，陶行知关于生活教育的理论。认为教、学、做是一件事，主张“在做上教，在做上学”；“教的法子要根据学的法子，学的法子要根据做的法子”。

### 校训、学校精神

#### 校训
- 千教万教教人求真，千学万学学做真人 [57]

这一校训源于陶行知先生创作的《百侯中学复校十周年纪念》诗。1943年9月，陶行知在百侯中学复校10周年之际作诗庆贺，提出了“千教万教教人求真，千学万学学做真人”的理念。这句话后来被用作育才学校的校训，并延续至今，强调教育和学习的核心是追求真理和做真人。

#### 学校精神
- 捧着一颗心来，不带半根草去[58]

1929年6月6日，陶行知在江苏淮安萧湖创办新安小学，任首任校长。面对经费和校舍短缺的困境，陶行知为学校题写了“捧着一颗心来，不带半根草去”的对联，鼓励师生克服困难，继续办学。该精神后来在育才学校的办学过程中被秉持，并延续至今，成为学校教师奉献精神的象征。
- 每日四问[60]

陶行知在育才学校三周年纪念晚会上，向全校师生提出了每日四问：
1. 我的身体有没有进步？如果有，进步多少？
2. 我的学问有没有进步？如果有，进步多少？
3. 我的工作有没有进步？如果有，进步多少？
4. 我的道德有没有进步？如果有，进步多少？

陶行知强调“健康第一”，认为身体健康是教育的基础。同时，他提出了学问、工作和道德进步的重要性，希望师生在日常生活中自我提升。这四问在学校的办学过程中不断被强调。
- 生活即教育，社会即学校[60]

“生活即教育，社会即学校”是陶行知生活教育理论的核心。陶行知认为，教育应包含生活的意义，实际生活是教育的中心，并且教育能够改造生活。他主张将教育与生活紧密联系，使学生在生活中接受教育。“社会即学校”则强调社会生活对教育的影响。陶行知主张将社会作为教育场域，反对传统学校与社会隔离。他希望通过社会的力量促进学校进步，并使学校成为社会生活不可或缺的一部分。

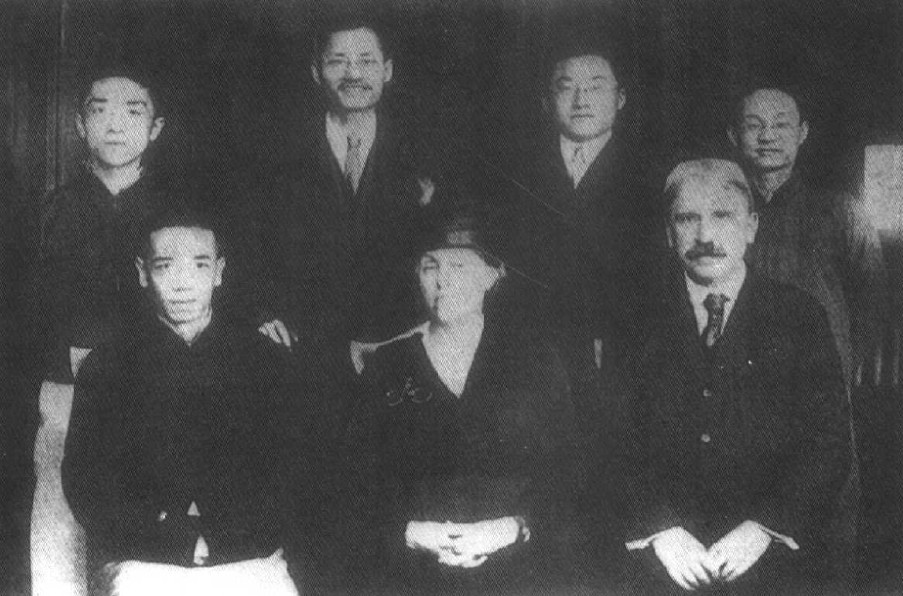
陶行知与约翰·杜威等人的合影，1919年摄于上海。 前排左起：史量才、杜威夫人、杜威 后排左起：胡适、蒋梦麟、陶行知、张作平

该学校精神源自于美国哲学家、教育家约翰·杜威的“教育即生活，学校即社会”的观点。此观点对陶行知产生了很大的影响。
育才学校作为陶行知创办的第三所学校，这一精神一直影响着学校的办学，延续至今的上海市行知中学。

## 历任领导

### 中华民国时期
| 校长   | 任期          |
| ------ | ------------- |
| 陶行知 | 1937.7—1946.7 |
| 马侣贤 | 1946—1949     |

### 中华人民共和国时期
| 校长   | 任期      | 备注                 |
| ------ | --------- | -------------------- |
| 马侣贤 | 1951—1954 |                      |
| 马侣贤 | 1954—1959 | 彭永年 主持工作      |
| 马侣贤 | 1959—1961 | 刘文英 主持工作      |
| 马侣贤 | 1961—1966 | 蔡子强 主持工作      |
| 刘彦培 | 1968—1968 | 革命委员会主任       |
| 张友章 | 1969—1971 | 革命委员会主任       |
| 毛逴   | 1972—1978 | 革命委员会主任       |
| 罗成洤 | 1978—1985 |                      |
| 陈培能 | 1985—1995 |                      |
| 沈子华 | 1995—2001 |                      |
| 诸雨谷 | 2001—2006 |                      |
| 张步华 | 2006—2014 | 宝山区教育局副局长兼 |
| 陈振华 | 2014—2019 |                      |
| 杨卫红 | 2019—2023 |                      |
| 沈伟   | 2023至今  |                      |

注：1949至1950年，上海市教育局局长戴伯韬直接指导育才学校的发展。

## 学生社团和生活
学校设立了戏剧社、天文社、心理社、篮球社、民乐社、版画社。
学校每年定期举办科技节、艺术节、劳动节、运动会、足球赛和篮球赛，为学生提供了多样化的活动环境，支持他们的兴趣和个性发展。

## 国际交流
学校在国际间的交流始于1995年台海危机之后。1995年，学校与美国宾夕法尼亚州贝瑟尔公园中学（Bethel Park High School）建立了友好关系。为此，时任美国副总统阿尔·戈尔就两个学校的初始联谊，发了贺电。截至2006年两所学校各派出了五个师生代表团进行了互访，行知中学还派出教师去贝瑟尔公园中学作了为时半年的汉语与中国文化课的教学。
2003年，学校与法国勒步伦中学（Lycée Charles-François Lebrun）结成姐妹学校，并先后派出师生代表团进行了互访。
2000年至2004年中行知中学先后派出10多名教师分赴英国、美国、加拿大等国交流教学和进修学习。
宝山区第一至第十届国际民间艺术节，学校每届都成为外国团体接待单位。
在美国数学及其应用联合会（Consortium for Mathematics and Its Applications，COMAP）举办的第20届全美高中生数学建模竞赛（HiMCM）中，行知中学高二学子取得了一等奖，二等奖和优秀奖。
学校开展国际化办学，成立了中澳班，并为学生设计了系统的培养方案。学校聘请外教，开设英语课程。
学校与法国、德国、美国、英国等国的高中名校进行学术互访。
2021年，学校成为“剑桥大学中国遴选中心AST官方考试中心”。

## 知名校友
（领域专家，省部级以上政治人物和省部级以上科学技术奖项获得者）
曾在育才学校求学的校友
- 卞祖善[41]：指挥家
- 陈贻鑫[72]：指挥家、音乐教育家
- 程代辉：上海芭蕾舞团一级编导，芭蕾舞剧《白毛女》编导之一。
- 戴晓林[73]：航空航天部有突出贡献专家
- 杜鸣心：作曲家
- 高缨：作家
- 李鹏：重要政治人物，中华人民共和国全国人大常委会前委员长、国务院前总理
- 盛杨[74]：雕塑家
- 田大畏：俄语翻译家
- 王惠莉[22]：儿童戏剧家
- 伍必端：版画家
- 杨秉孙[22]：小提琴演奏家
- 郑胜天：艺术评论家及国际资深策展人

注：1947年5月后入学位于重庆的育才学校（分部）的学生不视作上海市行知中学的校友序列。
曾在育才学校（1939.7—1947.5）执教或工作的校友
艾青、陈烟桥、戴爱莲、范继森、方与严、冯兰瑞、丰子恺、贺绿汀、华君武、刘铁华、马思聪、 梅健鹰、彭松、强明、曲仲湘、任光、任虹、盛婕、舒强、水华、王琦、汪刃锋、吴晓邦、夏之秋、许士骐、叶宁、张望、章泯、邹尚录、庄严
上海市行知中学的校友
- 侯凯宇：中国航天科技集团公司航天奖、航天基金奖获得者
- 潘玉民：特型演员，晚年邓小平扮演者第一人
- 谭敏佳：中国青年科技奖获得者
- 赵志荣[45]：雕塑家

## 师资力量
截至2024年，该校有正高级教师4名、特级教师2名，共有15位教师获得上海市中小学中青年教师教学比赛一等奖，16位教师入选上海市第四期“双名工程”攻关计划名师后备人选。该校还拥有宝山区语文、数学、英语等7个学科基地和7个中学研究团队。

## 学校荣誉
上海市文明校园；清华大学、上海交通大学和复旦大学等高校的优质生源基地；全国学陶师陶先进学校；全国生态文明教育特色学校；上海市提升中小学（幼儿园）课程领导力行动研究项目（第四轮）“上海市种子校”；上海市学校德育工作先进集体；上海市中小学行为规范示范校；“十四五”期间上海市科技教育特色示范学校；上海市绿色学校；上海市第三批教育信息化应用标杆培育校；上海市中小学（中职校）劳动教育特色校；上海市学校心理健康示范校；教育部、北京2022冬奥会组委会“奥林匹克教育示范校”； 上海市“双新”示范校等。